# Strada statale 391 di Elmas
La strada statale 391 di Elmas (SS 391) è una strada statale italiana a due corsie di rilevanza locale.

## Percorso
Ha inizio nei pressi di Elmas, distaccandosi dalla strada statale 130 Iglesiente, e termina nei pressi dell'aeroporto di Cagliari-Elmas.